# اداوعزا ازلا (إذا وعزا)
اداوعزا ازلا هي إحدى مشيخات المملكة المغربية، تتبع جغرافيا لإقليم الصويرة وإداريًا لإذا وعزا. يقدر عدد سكانها بـ 5920 نسمة حسب الإحصاء الرسمي للسكان والسكنى لسنة 2004.